# Asteroide de tipus X
Els asteroides del grup X arreplega diversos tipus amb espectres similars, però probablement, composicions molt diferents.

## Classificació Tholen
En la Classificació Tholen el grup X conté els tipus:
- Tipus E
- Tipus M, el grup més gran
- Tipus P

Atès que en aquest esquema l'albedo és crucial per discriminar entre els tipus anteriors, es van assignar alguns objectes per als quals la informació de l'albedo no estava disponible un tipus X. Un exemple d'això és (50) Virgínia.

## Classificació SMASS
La Classificació SMASS
no fa servir albedo, però diversos tipus espectrals es distingeixen en base de característiques espectrals que eren massa subtils com per ser visible en l'enquesta ECAS de banda ampla utilitzat per l'esquema Tholen. El grup X conté els tipus: 
- Nucli tipus X que conté els asteroides amb els espectres més "típic"
- Tipus Xe d'asteroides les espectres dels quals contenen una banda moderadament àmplia d'absorció al voltant de 0,49 micres. S'ha suggerit que això indica la presència de troilita (FeS). Existeix certa correlació entre aquest grup i el Tholen de tipus E.
- Xc- i els asteroides de tipus Xk, que contenen una gran característica espectral convexa en l'interval de 0,55 micres a 0,8 micres (és a dir, augment del flux en aquest rang). Aquests espectres tendeixen a ser intermedi entre el nucli tipus X i el tipus C i el tipus K.

A més de la de tipus Xe, no hi ha una correlació significativa entre la divisió en aquests tipus SMASS i la Tholen tipus E, tipus M, i tipus P.